# Cornwall (Pensilvânia)
Cornwall é um distrito localizado no estado norte-americano de Pensilvânia, no Condado de Lebanon.

## Demografia
Segundo o censo norte-americano de 2000, a sua população era de 3486 habitantes.
Em 2006, foi estimada uma população de 3463, um decréscimo de 23 (-0.7%).

## Geografia
De acordo com o United States Census Bureau tem uma área de
25,6 km², dos quais 25,3 km² cobertos por terra e 0,3 km² cobertos por água.

## Localidades na vizinhança
O diagrama seguinte representa as localidades num raio de 8 km ao redor de Cornwall.